# Théofrède d'Orange
Théofrède d'Orange ou Théofrède de Carméri, aussi appelé saint Chaffre, saint patron de Monastier-sur-Gazeille dans la Haute-Loire. Martyr des Sarrasins en 732. Fête le 18 novembre.
Sa légende s'inspire librement d'éléments historiques : Chaffre est le nom vernaculaire de Théofrède d'Orange, deuxième abbé de Saint-Pierre du Monastier, au VIIIe siècle, et d'éléments symboliques comme le récit et la date de son martyre par les Sarrasins ou son association à un soldat de la légion Thébaine.

## Identification
Thictfridus, Théofrid, Théofrède (du germain « Theod-fried ») - Théoffroy puis Tchaffré, Chaffre - santz Chafrès (en occitan).
Il est assimilé ou associé à saint Chiaffredo (it), vénéré à Crissolo et dans toute la vallée du Pô.

## Hagiographie

### Origine
Issu d'une famille gallo-romaine aisée d’Orange, il est le fils de Leuffroi (Leufredus), « préfet d'Orange ». Il est aussi le neveu d’Eudes, premier abbé de Saint-Pierre de Calmiliac (ancien nom du Monastier). Ce dernier, ancien archidiacre de Saint-Paul-Trois-Châteaux, puis moine de l’île de l’abbaye de Lérins en Provence, avait été désigné par Maxime II supérieur de Saint Honorat, comme premier abbé lors de la fondation de l'abbaye par Calmin (Calminius ou Calmilius), comte d'Auvergne sur ses terres du Velay, au Villars en 680. 

### Moine
Là, tout en observant fidèlement la règle, il est chargé des affaires temporelles (« du dehors »). Il accueille et conforte le futur abbé de Menat, saint Ménélé (Précigné). Saint Chaffre fait montre d’une affection de père pour les religieux, attentif à tous leurs besoins tout en restant très vigilant pour écarter d’eux tout ce qui aurait pu les distraire de leur silence et de leur solitude. Néanmoins, le chroniqueur Louis Bulteau, cité par Dom Mabillon, rapporte qu’il permit aux femmes, qui ne pouvaient pénétrer dans l'église du monastère, de venir à la porte de celle-ci pour recevoir les instructions sur les vérités du Salut.

### Abbé et Martyr
À la mort de l’abbé Eudes, il lui succède et devient le deuxième abbé du monastère.
Lors d’une incursion sarrasine, il ordonne à ses religieux de se cacher dans la forêt voisine, tandis que lui reste seul dans l’abbaye. Lorsque les Maures prennent le monastère, il est prosterné dans son église. Battu cruellement, il est alors abandonné moribond par ses agresseurs qui se préparent à célébrer une fête rituelle le lendemain. Ce jour-là, saint Chaffre les harangue et dénonce leur idolâtrie. Surpris, les Maures le blessent à nouveau cruellement à la tête. C’est alors que survient une tempête qui provoque la fuite des assaillants, qui ne purent incendier l’abbaye. Saint Chaffre succomba quelques jours plus tard, le 19 octobre 728.

### Variante
Selon le chanoine Auguste Fayard et le Père historien Pierre Cubizolle, Théofred serait originaire de Troyes en Champagne et aurait été martyrisé par les autochtones alors païens.

### Anachronisme et symbolique
Saint Chaffre est ainsi intimement associé à l'abbaye qu'il dirigea puis à l’essor de celle-ci, et sa mémoire effacera peu à peu celles des fondateurs Eudes et Calmin. Il apparaît alors comme un personnage syncrétique permettant de lier différents aspects : la christianisation initiale et la lutte contre les Maures, le monachisme, particulièrement la règle de saint Benoît, les liens culturels, politiques et commerciaux entre le comté d’Auvergne (postérieur à Calmin, mais symbolisé par celui-ci) et la Provence (Leuffroy, préfet d’Orange) ainsi que le Piémont (San Chiaffredo, soldat légendaire de la légion thébaine).
Cette fusion s’opère avec quelques anachronismes et confusions, rendus aisés par l’imprécision et le manque de source de cette époque troublée : Calmilius (Calmiliac) fondateur de l’Abbaye à une date postérieure à 640, est associé à Calminius, de la fin du Ve (Première charte de l’abbaye de la fin du XIe ou du début du XIIe siècle). D’aucuns irons jusqu’à y voir un correspondant de Sidoine Apollinaire. La règle de saint Benoît est adoptée en 661 par les moines du Lérins, soit à l'époque de la fondation de l’abbaye du Monastier. Son martyre, que la légende attribue à une razzia mauresque, semble un écho de la lutte confuse entre les Francs austrasiens, les Wisigoths de Septimanie et le duché d’Aquitaine, face à la poussée d'Al-Andalus (campagnes dans la Vallée du Rhône d'Ambiza en 725 et 726). Notons que le jour anniversaire de son martyre, le 19 octobre, précède de peu la victoire de Charles Martel à la bataille de Poitiers.  

## Abbaye Saint-Chaffre

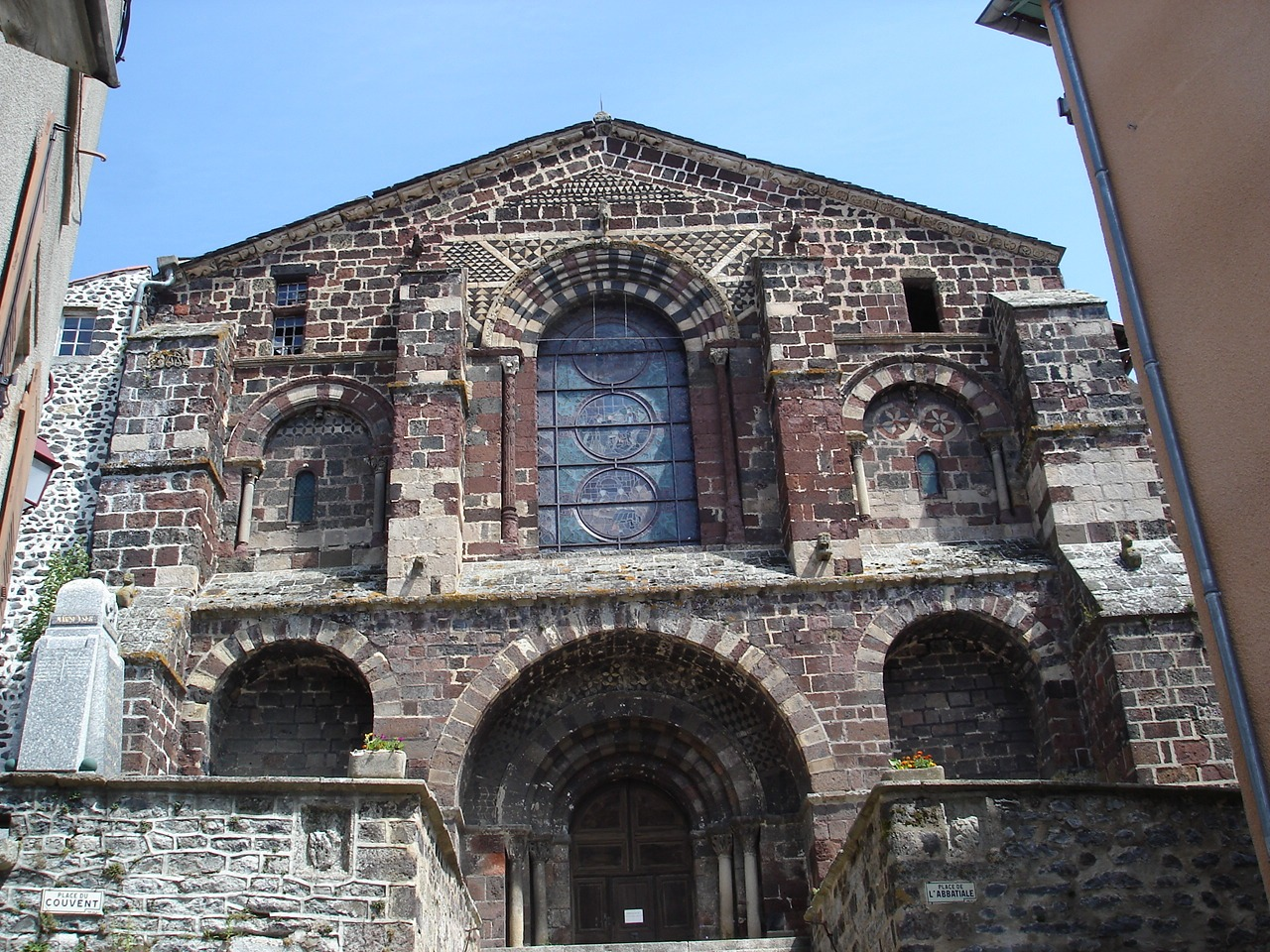
Abbatiale Saint-Chaffre.

Le bourg s'est construit autour de l'oratoire du Villars, créé selon la légende au Ve siècle par l'ermite gallo-romain Calmin, qu'il appela Calminiac. Situé sur la route reliant le Massif central à la vallée du Rhône et au Midi, il deviendra le noyau de la future cité du Monastier (l'une des huit villes du Velay). L’essor de l’abbaye et de la cité repose sur cette localisation favorable. Il est donc remarquable que la légende de saint Chaffre, originaire d’Orange, participe sur le plan symbolique au lien entre Provence et Velay.
D’abord consacré à saint Pierre, l’abbaye initiale du VIIe siècle est reconstruite et dédiée à saint Martin, puis à saint Chaffre.
Le monastère adopte la règle bénédictine en 817. Bénéficiant de nombreux privilèges royaux, elle développe un vaste réseau comportant une autre abbaye (Cervere dans le Piémont), 25 prieurés et 274 églises dans 19 diocèses, principalement en France, mais aussi en Suisse (Genève) et en Italie (Turin et le Piémont).
Elle sert aujourd'hui au culte paroissial après avoir été rattachée à Cluny en 1667, puis supprimée en 1786, avec ses biens vendus à la Révolution.

## Représentation
Le trésor de l'abbaye conserve les deux derniers des vingt-huit tableaux de l'hagiographie de saint Théofrède. Cette série a été commandée en 1492 par François d'Estaing, abbé de Saint-Chaffre du Monastier, futur évêque de Rodez : 
- Tableau n° XI : Eudes désigne saint Chaffre comme successeur.
- Tableau n° XIX : Martyre de saint Chaffre.

Il possède également un buste reliquaire représentant Saint Chaffre, daté du XIe siècle.
Cette statue est couverte de plaques d'argent, repoussées et dorées sur une âme de chêne, relevée de cabochons, et incrustée de pierres semi-précieuses.
Ces statues reliquaires sont caractéristiques de l'art auvergnat. Sont également présentes dans la région :  
- Saint Baudime, plus tardive peut-être du XIIe siècle (conservée en l'église de Saint-Nectaire).
- Statue reliquaire de Sainte Foy, Conques, Xe siècle.